# Мішалов В'ячеслав Дмитрович
В'ячеслав Дмитрович Мішалов (нар. 24 вересня 1985 року у м. Дніпро, Дніпропетровська область)

— підприємець, депутат Дніпровської міської ради VII скликання, секретар Дніпровської міської ради (з березня 2016 року по жовтень 2017 року)    . Співзасновник інтернет-провайдеру «Фрегат»   , керуючий партнер заводу Дніпропрес сталь.. Колумніст видань «Цензор.net»  ‘’Економічна правда’’ .

## Життєпис
Народився 24 вересня 1985 року у місті Дніпро, Дніпропетровської області. У 2002 році закінчив середню школу №23 у м. Дніпро. У 2006 року здобув додаткову освіту в США у Lake Forest Academy та Університету Пенсільванії за фахом «Телекомунікації та цифрове перетворення даних». . У 2016 році отримав ступінь магістра у Національній Металургійній академії України за спеціальністю «Менеджмент».

### Кар'єра
Працювати розпочав у 2007 році на посаді директора з розвитку інтернет-провайдеру «Фрегат». За цей час провайдер «Фрегат» входить до топ-5 провайдерів в Україні
З 2018 по 2019 — генеральний директор заводу «Дніпропрес Сталь». З 2019 і по 2023— перший заступник гендиректора і керуючий партнер  «Дніпропрес Сталь». З 2023 року— співвласник  «Дніпропрес Сталь».
Також є співзасновником інтернет-порталу I.UA

## Політична діяльність
У 2015 році обраний депутатом Дніпропетровської міської ради від партії Самопоміч. З березня 2016 до 2017 року займає посаду секретаря Дніпровської міської ради. 

## Громадська діяльність
Першим виступив з власною ініціативою фінансувати випуск «домашні» військові стартапи    